# ティッチボーン事件

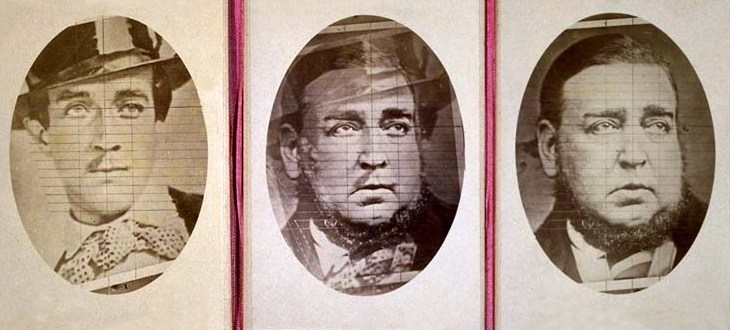
左はロジャー・ティッチボーンの1853年の写真。右は1874年の「主張者」の写真。中央は「主張者」の支持者が、2人が同一人物である証拠として提出した合成写真（裁判においては、加工が可能であるとして重視されなかった。）

ティッチボーン事件（ティッチボーンじけん、英: Tichborne case）は、ヴィクトリア朝時代の1860年代から1870年代にイギリスで起こった事件。
海難事故で行方不明となっていた準男爵家の相続人として名乗り出た人物の正統性をめぐり、当時の社会に一大センセーションを巻き起こした。

## 概要

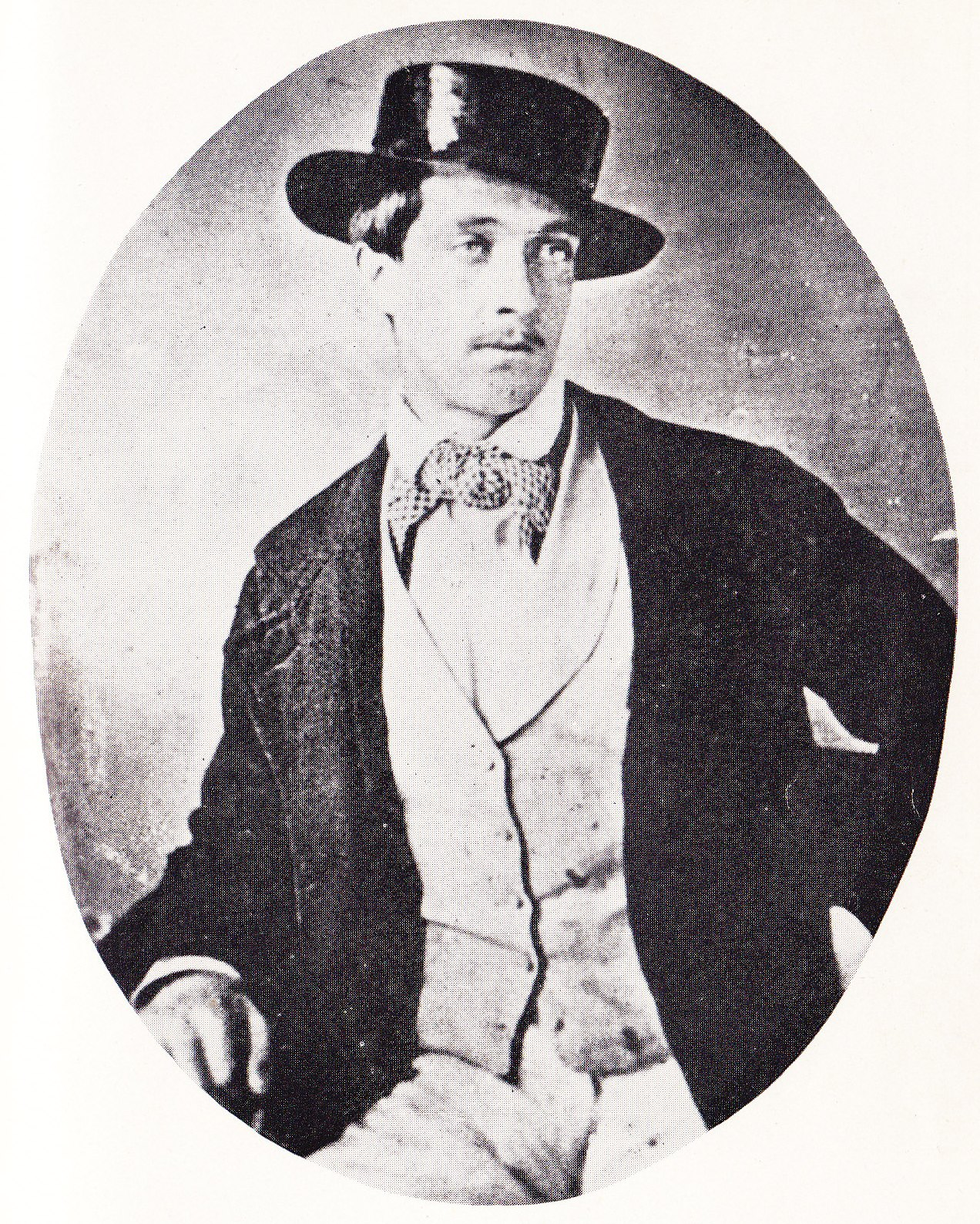
ロジャー・ティッチボーン。1853年から1854年に南米で撮影

ティッチボーン家はノルマン・コンクエストの頃からハンプシャー州オールズフォード付近に領地を持つ、カトリック信徒の旧家だった。1621年に準男爵位を得た。
1862年6月に10代準男爵ジェイムズが亡くなったとき、本来は長男のロジャー（Roger Charles Doughty Tichborne, 1829年 - ?）が称号と財産を相続するはずだったが、ロジャーは1854年に南アメリカ沖で海難事故に遭い死んだものと信じられていたため、弟のアルフレッド（1839年 - 1866年）が相続した（アルフレッドの浪費癖により、ティッチボーン家は領地ティッチボーン・パークから立ち退き、賃貸に出した）。
未亡人でありロジャーの母であるレディ・ヘンリエッタ・ティッチボーン（? - 1868年）は、ロジャーの乗っていた船から生存者が救助されてオーストラリアに運ばれたという未確認情報や占い師の助言により、息子の死を信じず、オーストラリアの新聞各紙に情報を求める懸賞金つき広告を大々的に打った。この広告には、遭難経緯の詳細情報と、ロジャーの外見（「華奢な体格でかなり背が高く、明るい茶色の髪と青い目」）について書かれていた。
1865年10月、ニュー・サウス・ウェールズのウォガウォガで肉屋を営むトマス・カストロなる男性が、自分がロジャーであると名乗り出た。のちに「主張者」（the Claimant）と広く呼ばれるようになるこの人物は、シドニーでティッチボーン家の元使用人2人（庭師だったマイケル・ギルフォイルと、第9代準男爵エドワード（1872年 - 1853年）の召使いを長年務めたアンドルー・ボーグル）と面会して、自らの主張を納得させた。また、レディ・ティッチボーンと熱心に文通を行なった。

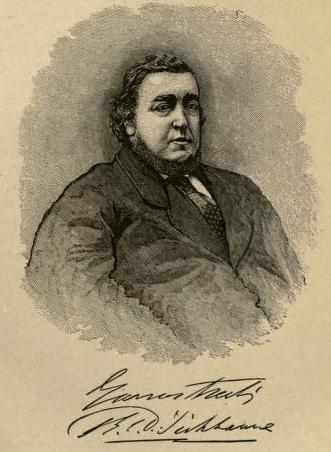
1869年頃の主張者

1866年12月、ヨーロッパに到着した主張者は、パリでレディ・ティッチボーンと面会した。ロジャーが華奢でフランスなまりの強い英語を話す人物だったのに対し、主張者は100kgを超える肥満体の中年男で、振る舞いは洗練されておらず、フランスなまりもなく、そのほかの記憶も不正確であった。にもかかわらず、未亡人は彼がロジャーであると認め（同年2月にアルフレッドが死去したことにも影響されていたといわれる）、年1000ポンドの金を与えることにした。
未亡人とともにイングランドに渡った主張者を、何人かはすぐにロジャー本人だと認めた。その中にはティッチボーン家の事務弁護士エドワード・ホプキンスや、かかりつけ医師のJ・P・リプスコム、ロジャーの陸軍時代の当番兵トマス・カーターや同僚たちがいた。また、主張者はロジャーの年少期のディテールについて、いくつか正確な記憶（フライフィッシングの道具など）も披露した。
しかし、未亡人を除くティッチボーン家のほぼ全員が、詐欺師ではないかと懐疑的だった。主張者はボーグルやその他の情報源から、一家についての情報を得たのだろう、と考えたのである。アルフレッドの没後は、その幼い息子ヘンリー・アルフレッドが相続した。

### アーサー・オートン
1867年、主張者は高等法院での審理において、オーストラリア到着後の足取りを証言した。それによると、彼は1854年にメルボルンに到着し、トマス・カストロと名乗ってギプスランドの牧場で働いた。そこで彼はアーサー・オートンなるイギリス人と知り合った。牧場での仕事を辞めた後の主張者は、（時にオートンと一緒に）オーストラリアを放浪して様々な職業に就いた後、1865年にウォガウォガで肉屋を始めたということだった。
ティッチボーン家の人々はこの情報に基づき、オーストラリアに私立探偵を派遣して調査させた。牧場主の未亡人が保管していた雇用記録に「トマス・カストロ」の名はなく、「アーサー・オートン」のみが記載されていた。牧場主の未亡人はまた、主張者の写真を見て、これはアーサー・オートンだと証言した。ウォガウォガの地元住民の一人は、カストロが肉屋の商売をワッピングで身につけた、と言っていたことを記憶していた。これらの情報に加え、主張者がロンドン到着直後にロンドン東部の下町ワッピングに住むオートン家を訪れていたことも発覚した。
アーサー・オートンは1834年、ワッピングで肉屋の息子として生まれた。1850年代前半に船員となってチリに向かい、1852年にタスマニアに到着した後、オーストラリア本土に移動した。1857年頃、アーサーは賃金を巡って揉め、フォスターの農場を辞めた。その後の記録は見つからず、カストロと同一人物でなければ、オートンはそこでふっつり姿を消してしまったことになる。主張者は、アーサーと一緒にいくつか犯罪的行為に手を染めていたため、当局の眼をごまかすために時々名前を交換していた、とほのめかしていた。ワッピングのオートン家の人々は、主張者がアーサーだとはわからなかった（しかし後に、彼らが主張者から金を受け取っていたことが明らかになっている）。ただし、アーサーの元恋人メアリー・アン・ローダーは、主張者がアーサーであると認めた。
こうして、主張者ことトマス・カストロの正体はアーサー・オートンであるという見方が浮上した。

### 民事訴訟（1871年-1872年）
そして1868年3月に未亡人が亡くなり、主張者は最大の後ろ盾を失った。また、主張者は浪費のために1870年には破産状態に陥った。
1871年、主張者はティッチボーン・パークを賃貸しているラシントン大佐の退去を求めて、民事訴訟を起こした。この訴訟の真の目的は、自らがロジャー・ティッチボーンである証明と相続権を獲得することだった。930ヘクタールあるティッチボーン・パークや、ハンプシャー州やロンドンに持つ不動産を総合すると、ティッチボーン家の年間収入は20000ポンド（21世紀初頭の貨幣価値に直すと数百万ポンド）にのぼった。しかしもし敗訴すれば、彼が詐称者だということが明らかになる危険もあった。
裁判において主張者側の弁護人は、彼が遭難のために幼少期の記憶を失ったのだと主張した。ティッチボーン家が支援するラシントン大佐側の弁護人は、主張者の正体がアーサー・オートンであると主張した。
主張者は自らがロジャーである証拠として、ロジャーとその4歳年下の従妹キャサリン・ドゥティにまつわる秘密を開陳した。生前のロジャーは実際にキャサリンと親密な仲にあったが、いとこ婚を忌避した彼女の両親によって会うことを禁じられていた（ロジャーが1853年に南米旅行に出たのは、この状況から距離をとるためだった）。主張者はこの事実をふまえて、ロジャーとキャサリンの間には肉体関係があり、彼がキャサリンの妊娠とその事後処理について指示した書類が存在する、と述べたのである。ここにおいて、ティッチボーン家は資産のみならず、キャサリンの名誉をも争うことになった―と、作家ローハン・マクウィリアムはこの事件を扱った著作の中で記している。
しかし、主張者はさまざまな質問に不正確にしか答えられず、またロジャーの寄宿学校時代を知る証人ベリュー卿は、ロジャーが体に入れていたはずのタトゥーが主張者にはない、と証言した。1872年3月、裁判所は主張者の訴えを却下する決定を下した。主張者は偽証罪で逮捕され、ニューゲート監獄に収監された。

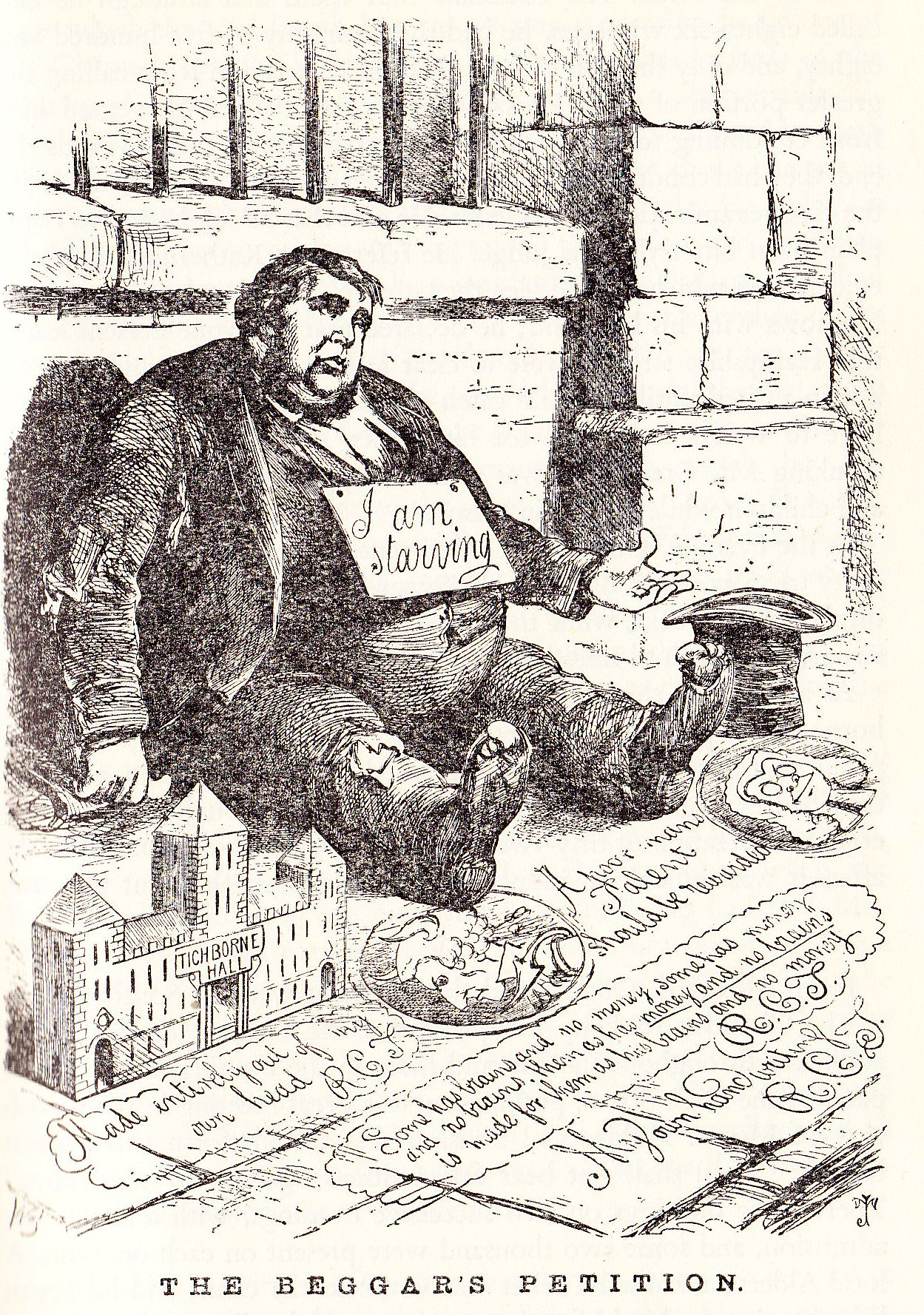
獄中から呼びかける主張者の風刺画。Judy, or The London Serio-Comic Journal

同月、獄中の主張者は『イブニング・スタンダード』紙に広告を出し、「正義と公正を愛し、強者と戦う弱者を守りたいという意志のあるすべての英国民に」対し、裁判費用と生活費を援助してほしいと呼びかけた。この呼びかけには、かなりの支援が集まった。多くの人々が彼の闘争について、法廷での正義を求める労働者階級が直面する問題を象徴している、と考えたのである。
庶民院議員をも含む支援者を得て、4月に保釈された主張者は、群衆の歓呼に迎えられた。数多くの支援団体が発足し、彼は全国を回って支援集会を開いた。取材したジャーナリストたちは、彼の発音が（イーストエンド出身を示唆する）コックニーであることにしばしば言及している。
当時ロンドンに滞在しており、ある集会で主張者を直接目にしたマーク・トウェインは、彼のことを「とても洗練された堂々たる人物」であり、集会について「教養ある人々で、みな仲がよく……“サー・ロジャー”。誰もが“サー・ロジャー”と呼び、その称号で呼ぶことをためらうものは一人もいない」と書いている。
主要紙は一部を除きほとんどが、主張者のキャンペーンに敵対的な態度をとった。これに対抗して、彼の支援者たちは新聞2紙を創刊した。"Tichborne Gazette" は事件にフォーカスした内容で、1872年5月から12月まで発行された。"Tichborne News and Anti-Oppression Journal" はより広い範囲の社会的不公正を扱い、同年6月から4ヶ月間発行された。

### 刑事裁判（1873年-1874年）

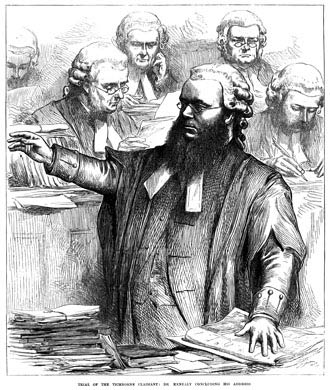
ティッチボーン事件の裁判で弁論するケネリー

主張者側は民事訴訟での弁護士に弁護を断られた。ほかの弁護士もなかなか受任しようとはしなかった。裁判に勝つためには、ロジャーがキャサリンと肉体関係を持っていた証拠を提示しなければならない、と知っていたからだろう。主張者側は最終的に、有能だが奇矯さで知られたアイルランド人弁護士エドワード・ケネリーを選任した。ケネリーは連続毒殺犯ウィリアム・パーマーや、1867年のフェニアン蜂起の首謀者たちの弁護をしたことで有名だった。
刑事裁判は1873年4月から1874年2月の、のべ188日間という長期にわたった。ケネリーの弁護活動は、主張者はカトリック教会や政府・法曹界のエリート層による陰謀の犠牲者である、というものだった。彼は頻繁に証人への人格攻撃を行い、たとえばベリュー卿は不倫を暴露されて名声を地に落とした。
しかし裁判中、ケネリーが召喚した、海難事故時の救助船オスプレイ号の船員だったと称する男が、実際には事故当時には服役中の囚人だったことが発覚したり（この男は偽証罪で懲役7年となった）、オスプレイ号の航海日誌やメルボルン港の記録に救助活動に関する記載がないことが明らかになったりした。キャサリンの妊娠とその事後処理について指示したロジャーの書類も、実在しないことが明らかにされた。
判決では結局、主張者はロジャー・ティッチボーンではなくアーサー・オートンであり、またロジャーがキャサリンと肉体関係を持っていないことが認定され、主張者は偽証罪で有罪となった。また、ケネリーの弁護活動についても罪を加算され、合計14年という長期の懲役刑を宣告された。弁護人ケネリーは、弁護活動中の執拗な人格攻撃を咎められ、弁護士資格を剥奪された。

### その後
裁判は当時のイギリス社会に一大センセーションを巻き起こし、主張者とケネリーはその明らかな疑惑にもかかわらず、一般大衆から英雄視されて強力な支持を得た。ケネリーは自らの法的キャリアを犠牲にした殉教者と見なされた。後年、ジョージ・バーナード・ショーはその理由について、正統な準男爵であると同時に労働者階級の人間である主張者が、支配階級のエリートによって本来の権利を奪われていると見なされたからだろう、と推測している。
裁判終結後の1874年、ケネリーは主張者を支持する大衆運動を立ち上げて全国的に活動し、1875年には庶民院議員に立候補して当選した。だが議会で彼が提出した、ティッチボーン裁判にかかわる王立委員会を設置するという動議は、賛成1・棄権2・反対433の大差で否決され、以後の彼は議会外での活動が主となった。やがて運動も下火となって、ケネリーは1880年の総選挙で大敗し、その数日後に心臓発作で死去した。
主張者は10年間服役した後、1884年に釈放された。その後はミュージック・ホールやサーカスの巡業をしたが、かつてのような人気を得ることは二度となく、晩年は事業に失敗するなどして貧窮にあえいだ。1895年に一度、自分はアーサー・オートンだと告白しているが、直後に撤回している。1898年に心臓病で死去した。遺体はパディントン霊園の墓標のない貧困者用墓地に埋葬されることになった。
葬儀は久しぶりに彼への関心を復活させ、5000人が参列した。ティッチボーン家は "Sir Roger Charles Doughty Tichborne" と書かれたカードを埋葬前に棺の上に置くことを許可した。墓地の帳簿には「ティッチボーン」の名で記録されている。

### 評価
研究者の多くは、主張者がアーサー・オートンであるという裁判所の判定を受け入れているが、一部に疑問を呈する人々もいる。
ティッチボーン事件を扱った小説や映画なども発表されている。同時代の小説家アンソニー・トロロープはこの実話をヒントに『彼はポーペンジョイなのか？』（Is He Popenjoy?、1878年）を執筆しており、またホルヘ・ルイス・ボルヘスは短編「トム・カストロ――詐欺師らしくない詐欺師」（『汚辱の世界史』収録）を書いている。